# Santuário do Bom Jesus do Carvalhal
O Santuário do Senhor Jesus do Carvalhal, também popularmente conhecido por Santuário do Bom Jesus do Carvalhal, cuja igreja é a paroquial e matriz da Paróquia do Senhor Jesus e São Pedro do Carvalhal , historicamente referida como Igreja Paroquial de São Pedro de Finisterra, é um santuário da Igreja Católica, localiza-se na freguesia do Carvalhal, no município de Bombarral, região Oeste e diocese de Lisboa em Portugal.
O Santuário do Senhor Jesus do Carvalhal é, desde tempos imemoriais, um em local de peregrinações, círios, feiras e romarias, vindas das mais diversas partes da região.

## História
Remonta a uma primitiva ermida sob a invocação de São Pedro, padroeiro da freguesia desde o século XIV.
A atual igreja remonta ao século XVI, tendo ruído a primitiva, provavelmente, no grande terramoto de 1531. Pelas descrições feitas nos assentos de óbito, pode verificar-se que no início do século XVII a igreja já tinha as feições que tem hoje. As memórias paroquiais de 1758 não referem qualquer dano causado pelo terramoto de 1755, facto que a ter acontecido deveria ter sido referido, uma vez que era uma das questões colocadas.
Nas aludidas memórias paroquiais, de 1758, é referida a existência dos altares colaterais (um deles já é referido em 1607, num assento de óbito, dedicado a Nossa Senhora da Graça) e a capela-mor já é descrita com as características que tem hoje, nomeadamente o facto de o altar-mor estar separado da tribuna, sem santos na banqueta, com duas imagens a ladear a tribuna, e no vão da tribuna a imagem do Senhor Jesus. Esta descrição da igreja, assim como os assentos de óbito, e as características das cantarias do arco do cruzeiro e dos altares colaterais e da talha dourada do camarim da imagem do senhor Jesus, contrariam a lenda de que a construção da igreja é do século XIX.
Dos finais do século XIX e inícios do século XX, será a capela do Senhor dos Passos, as tribunas da capela-mor, os braços laterais do coro alto e alguns elementos decorativos, como estuques, azulejos e talha dourada.

### Cronologia
Século XIV - Constança Eanes manifesta no seu testamento o desejo de ser soterrada no adro da igreja de São Pedro do Carvalhal.
1414 – A Colegiada de Santa Maria de Óbidos adquire 2/3 dos direitos sobre a Igreja de São Pedro do Carvalhal e passa a ter a jurisdição eclesial plena sobre a dita igreja.
1467, 1469 e 1473 – A igreja de São Pedro recebe a visita de um delegado do arcebispo de Lisboa para inspeccionar o estado da igreja. Os visitadores referiram a necessidade de compor o telhado, reparar as traves que o sustentavam e de caiar a igreja.
1593 – Primeiro registo conhecido de um batismo realizado na igreja de São Pedro do Carvalhal.
1606 – A 4 de dezembro, Antónia Cardoza foi enterrada no adro de São Pedro, junto ao alpendre.
1607 – A 8 de outubro, João Bartolomeu foi enterrado junto à pia da água benta da igreja de São Pedro.
1607 – A 9 de dezembro, João Vieira foi enterrado junto ao altar de Nossa Senhora da Graça da igreja de São Pedro.
1610 – A 7 de setembro, Helena Pereira é enterrada junto à pia batismal da igreja de São Pedro.
1612 – A 22 de junho, Filipa Botelha foi enterrada no adro da igreja de São Pedro, junto à sacristia.
1613 – A 4 de setembro, Manuel Dias foi enterrado junto ao altar de Nossa Senhora da Graça da igreja de São Pedro.
1662 – A 10 de dezembro, Catarina Dias foi enterrda junto ao cruzeiro (arco de acesso à capela-mor) da igreja de São Pedro.
1663 – No assento de óbito de Bernardo Dorta, falecido a 18 de julho, encontra-se o primeiro registo conhecido onde aparece a designação de Freguesia de São Pedro de Finisterra.
1663 – A 12 de outubro, Joana é enterrada junto ao púlpito da igreja de São Pedro.
1708 – O Padre António Carvalho da Costa escreve o seguinte no livro Corografia Portuguesa: “São Pedro do Carvalhal, curado, que apresentam o Prior e 
Beneficiados da Igreja de Nossa Senhora da Assunção (Santa Maria de Óbidos). Tem trezentos e setenta vizinhos (agregados familiares) e duas ermidas, o Sacramento e Nossa Senhora do Socorro. Na Igreja de São Pedro, onde está a pia de batizar, por ficar distante do lugar, entre as vinhas e campos, na sua capela-mor está uma devota antiga imagem de Cristo Crucificado, pela qual obra (opera) Deus muitos milagres, e é muito frequentada de devotos romeiros das vilas circunvizinhas. Pertencem mais a esta freguesia os lugares seguintes: A-dos-Ruivos, com uma ermida do Espírito Santo e outra de Santa Catarina; o Barrocalvo, com uma ermida de Nossa Senhora dos Prazeres; o Sobral do Parelhão, com uma ermida de Santa Ana; o Salgueiro, com uma ermida de São João Batista; e o Sanguinhal, com outra de Santo António.”
1737 - Data de um dos sinos, onde se lê também a inscrição: "BONE-JESUS-MISERERE NOBIS" – Bom Jesus, tem misericórdia de nós.
1758 – Nas Memórias Paroquiais , o Padre José de Mattos Henriques, Cura da Freguesia do Carvalhal, em 24 de abril de 1758, escreveu o seguinte sobre a atual igreja do Santuário do Senhor Jesus: «O seu orago é São Pedro. Nos altares colaterais não se diz missa. O mor [altar-mor] está apartado [separado] da tribuna, sem santos na banqueta, e nos lados da tribuna está São Pedro e Santo António, cada um em seu nicho; e no vão da tribuna está um Santo Cristo Crucificado, de estatura mais que ordinária [natural], que de todos é muito admirado e venerado e todos os deste reino que o têm visto dizem que se Nicodemos* fez algum, é este.» *Segundo a lenda, a imagem do Bom Jesus de Matosinhos foi esculpida por Nicodemos, testemunha privilegiada dos últimos momentos da vida de Cristo.
1762 – Primeiro registo de batismo conhecido onde aparece a designação de Paróquia do Senhor Jesus e São Pedro.
1856 - Início da construção das casas dos romeiros.
1862 - Data inscrita em três dos sinos. 
1863 – Realização de obras na torre norte, onde está uma lápide datada e com as iniciais F.A.F. que corresponde a Francisco António da Fonseca. 
1892 - É montado o arcaz na sacristia.
1895 - Constrói-se o coreto.
1909 – Data inscrita na torre sul.
1910 - Adquirem-se os terrenos do Arraial Novo, que são arborizados e murados.
1940 – Ano da construção do cruzeiro no arvoredo

## Características do Santuário
O Santuário do Senhor Jesus do Carvalhal é um santuário católico, dedicado Jesus Cristo, constitui-se num conjunto arquitetónico-paisagístico integrado por uma igreja, um altar campal, uma via-sacra, casas de romeiros e outras estruturas de apoio aos peregrinos.
O conjunto encontra-se inscrito em um amplo parque arborizado, popularmente chamado de "arvoredo", onde, além das estruturas religiosas, existe um parque de merendas e espaços para estacionamento de automóveis.

## Características da Igreja do Santuário
A igreja apresenta planta de formato irregular e arquitetura em estilo eclético.
Em seu interior, destaca-se um imagem de Jesus Cristo crucificado, de que se desconhece a origem, mas com características típicas da produção flamenga.
A igreja é de uma só nave, coberta com teto de três esteiras de madeira pintada, com destaque para o painel central com a representação dos instrumentos da paixão de Cristo.
A capela-mor é cobertura em abóbada de berço com as insígnias da paixão de Cristo e ao centro os atributos de São Pedro, tudo em relevo de estuque. O retábulo do altar-mor é constituído por um camarim central, envidraçado, onde se guarda a imagem do Senhor Jesus crucificado, com entablamento rematado por frontão triangular encimado por resplendor, ladeado por quatro colunas de fuste canelado, duas à esquerda e duas à direita.
Além de dois altares colaterais, existem duas capelas laterais, uma que serve de batistério e a outra dedicada ao Senhor dos Passos.
Existe ainda um púlpito com varandim e baldaquino em talha dourada e um coro alto, em forma de U, assente sobre duas colunas de fuste liso que integram as pias de água benta.
Na sacristia, existe uma pintura sobre tela, datada do século XVIII, representando  São Salvador.

## Lenda da imagem do Senhor Jesus
De acordo com a lenda local, estava um homem a caminhar junto ao mar em Peniche quando encontrou um grande caixote que as ondas tinham arrojado à praia. Pegou nele sem esforço, apesar das dimensões, e continuou a caminhar trazendo-o até à ermida de São Pedro. Ao chegar à ermida, o caixote tornou-se tão pesado que, sem poder mais com ele, o homem aqui o depositou, indo chamar o prior, que o abriu. Depararam-se então com a imagem de Jesus, que foi recolhida e exposta à veneração pública, tendo início desse modo os círios.
O certo é que, a partir de 1762, a paróquia de São Pedro passou a denominar-se "do Senhor Jesus e São Pedro".

## Círios
Ao longo do ano, o Santuário recebe a visita de muitos peregrinos, popularmente designados por "Círios". 
Os círios são peregrinações em que os peregrinos transportam um círio, ou seja, uma vela, que é que benzida e acesa no Santuário e depois levada até ás suas terras de origem, como sinal da sua fé. 
Povoações que se deslocam ao Santuário em peregrinação com os seus círios:
Casalinho das Oliveirinhas (Lourinhã) - 3.º Domingo de Maio
Merendeiro (Lourinhã) - Ascensão
Casais das Campainhas (Lourinhã) - 2.º Domingo de Junho
Casais do Rijo (Lourinhã) - 2.º Domingo de Junho
Ribeira de Palheiros (Lourinhã) - 3.º Domingo de Junho
Bufarda (Peniche) - 29 de Junho
Marquiteira (Lourinhã) - 1.º Domingo de Julho
Sobral do Parelhão (Bombarral) - 2.º Domingo de Julho
Adão-Lobo (Cadaval) - 1.º Domingo de Setembro
Seixal (Lourinhã) - 7 de Setembro
Carvalhal (Bombarral) - 2.º  Domingo de Setembro
Maxial (Torres Vedras) - 3.º  Domingo de Setembro
Ferrel (Peniche) - 4.º  Domingo de Setembro
Campelos (Torres Vedras) - 1.º  Domingo de Outubro
Cabeça Gorda (Lourinhã/Torres Vedras) - 2.º Domingo de Outubro
Bôlhos (Peniche) - 4.º Domingo de Outubro
Papagôvas (Lourinhã) - 4.º Domingo de Outubro
Carrasqueira (Torres Vedras) - 1 de Novembro
Atouguia da Baleia (Peniche) - 3.º Domingo de Novembro
.